# Бертольд Ауербах
Бе́ртольд Ау́ербах  (нім. Berthold Auerbach; * 28 лютого 1812, Нордштеттен — † 8 лютого 1882) — німецький письменник єврейського походження.

## Біографія
Народився в Нордштеттені (зараз Хорб-на-Некарі (Horb am Neckar)). Почав друкуватись в 1837 (роман «Спіноза»). У «Шварцвальдських сільських оповіданнях» (т. 1—4, 1843—54) Ауербах поетизував й ідеалізував патріархальні звичаї селян, ці оповідання мали вплив на творчість Бальзака, Тургенєва та Олексія Толстого. У романах «На висоті» (1864), «Дача на Рейні» (1869) і «Вальфрід» (1874) пропагував ідеї об'єднання Німеччини під егідою бісмарківської Пруссії.
Деякі оповідання Ауербаха переклав П. Куліш. Зокрема 1913 року в Коломиї було видано книгу «Товкач: оповіданє з чорного лїса» 

## Твори
- роман «Спіноза» (Spinoza; 1837)
- оповідання «Шварцвальдські сільські оповідання» (Schwarzwälder Dorfgeschichten; 1843—1854)
- роман «На висоті» (Auf der Höhe; 1865)
- роман «Дача на Рейні» (Das Landhaus am Rhein; 1869)
- роман «Вальфрід» (Walfried; 1874)
- роман «Ландолін з Ройтерсгьофена» (Landolin von Reutershöfen; 1878)
- роман «Лісник» (Der Forstmeister; 1879)
- роман «Бріґітта» (Brigitta; 1880)